# Susanne Sayers
Susanne Sayers (født 9. januar 1965) er en dansk journalist, der mellem januar 2010 og januar 2011 var ansvarshavende chefredaktør for 24timer. Hun er dertil tidligere nyhedsredaktør på Børsen. I dag arbejder hun som freelance journalist og forfatter, med bøger som "2030 Now" og "Samfundskontrakten".
Sayers er uddannet fra Danmarks Journalisthøjskole i 1991. Hun kom derefter til Bornholms Tidende som retsreporter. I 1993 blev hun reporter og redigerende ved Morgenavisen Jyllands-Posten, og i 1998 nyhedsredaktør på avisens satsning i København; tillægget JP København. Hun skiftede i 2001 til en stilling som nyhedsredaktør og reporter ved metroXpress. I 2007 blev hun redaktionschef samme sted og har desuden bl.a. fungeret som Metro Internationals klimakorrespondent. Hun blev udnævnt til chefredaktør for 24timer i januar 2010 som følge af større omrokeringer på avisen.
I oktober 2010 valgte hun at sige sit job op for metroXpress og 24timer, og fratrådte så i januar 2011. Hun arbejdede siden som freelance journalist bl.a. for Danmarks Naturfredningsforening, Danmarks Journalisthøjskole i Aarhus og Maersk.
Hun blev ansat af Forbrugerrådet i 2012 og har arbejdet med projekter for Danmarks Journalisthøjskole, CARE Danmark og Naturstyrelsen. Siden marts 2013 har hun været nyhedsredaktør på dagbladet Børsen.
Susanne Sayers blogger desuden for Journalisten.dk om medier og journalistik, blandt andet om mediernes formidling af klimastof. 
Susanne Sayers flyttede fra Ebeltoft i november 2012 og bor i dag i København.